# Deparia coreana
Deparia coreana är en majbräkenväxtart som först beskrevs av Christ, och fick sitt nu gällande namn av Masahiro Kato. Deparia coreana ingår i släktet Deparia och familjen Athyriaceae. Inga underarter finns listade.